# زي بيدرو (لاعب كرة قدم)
زي بيدرو (بالبرتغالية: Zé Pedro‏) هو لاعب كرة قدم برتغالي في مركز الدفاع، ولد في 10 فبراير 1993 في كاشكايش في البرتغال. لعب مع أتلتيكو كاسا بيا.

## وصلات خارجية
- زي بيدرو (لاعب كرة قدم) على موقع قاعدة بيانات كرة القدم.إي يو (الإنجليزية)
- زي بيدرو (لاعب كرة قدم) على موقع Soccerway.com (الإنجليزية)